# Жената днес
„Жената днес“ е списание в България, предназначено за жени, основано през 1945 г.
То е сред най-старите оцелели печатни издания в България. Най-широка популярност добива в годините на Народна република България през 1960-те, 1970-те и 1980-те години, когато излиза веднъж месечно в тираж от 500 000 броя на български и на руски език още 100 000 бр.
Започнало да излиза година след идването на власт на Отечествения фронт, първоначално е избрано заглавието „Отечественофронтовка“, но в последния момент името е сменено на „Жената днес“.
Първият главен редактор е Дарина Бояджиева, а най-дългогодишният редактор е Рада Тодорова. Соня Бакиш е главен редактор над 20 години. Списанието става частно през 1996 г.